# Everöd
Everöd – miejscowość (tätort) w Szwecji, w regionie administracyjnym (län) Skania, w gminie Kristianstad.
Według danych Szwedzkiego Urzędu Statystycznego liczba ludności wyniosła: 953 (31 grudnia 2015), 924 (31 grudnia 2018) i 916 (31 grudnia 2019).